# Berthold II. von Bogen
Berthold II. (* um 1125; † 21. März 1167) war ein Graf von Bogen und Windberg; Vogt von Oberaltaich, Windberg und Prüfening.
Er war der Sohn und Erbe des Grafen Albert II. von Bogen-Windberg (* 1100; † 1164) und dessen Gattin aus zweiter Ehe; Hedwig von Heunburg († 1. Dezember 1162).
Berthold II. war 1146 Graf von Bogen-Windberg und setzte die Streitigkeiten seines Vaters gegen die Bischöfe von Regensburg und Passau, die Herzöge von Bayern und die markgräflichen Vettern fort. Er förderte die Besiedlung der Grenzwaldgebiete und war Vogt von Niederaltaich, Regensburg, Passau, Prüfening und Windberg.

## Ehe und Nachkommen
Berthold II. von Bogen war zweimal verheiratet, in erster Ehe mit Mathilde von Formbach († 7. November 1160), Tochter Ekberts II. von Formbach und in zweiter Ehe mit Liutgard von Burghausen (* 1145; † 24. Dezember 1195), Tochter des Grafen Gebhard I. von Burghausen.
Kinder aus zweiter Ehe mit Liutgard von Burghausen (* 1145; † 24. Dezember 1195):
- Albert III. (* 19. Juli 1165; † 20. Dezember 1197), Graf von Bogen, ⚭  Ludmilla von Böhmen (* um 1170; † 4. August 1240 in Landshut). Tochter Friedrichs von Böhmen.
- Hedwig († 13. Juni 1188), ⚭ Ekbert Graf von Deggendorf (* 1153; † 19. Januar 1200)